# Egy óra múlva itt vagyok… (televíziós sorozat)
Az Egy óra múlva itt vagyok… 1971 és 1974 között készült 14 részes, fekete-fehér magyar televíziós kalandfilmsorozat. A sorozat Magyarországot mutatja be a második világháború idején Láng Vince, (a kisember) szemével, szatirikus hangvétellel.
A sorozatban újdonság, hogy nem csak jó (kommunista) és rossz (náci) szereplői vannak, hanem megjelennek benne az egészet csak túlélni akaró kívülállók. Láng Vince is közülük való, akit képzett barátai, illetve a történelem formál öntudatos kommunistává, de akkor is megmarad annak a kisembernek, aki volt.
Az „egy óra múlva itt vagyok” ígéret minden részben elhangzik, azonban a „történelem” mindig közbelép.

## Szereplők
Főszereplők:
- Harsányi Gábor – Láng Vince / Luitner rendőrtiszt (kettős szerep)
- Bessenyei Ferenc – Valkó Antal, fedőfoglalkozása ószeres
- Venczel Vera – Valkó Veronika, Valkó Antal lánya, Láng Vince szerelme, később felesége
- Gyenge Árpád – Spiller
- Őze Lajos – Késmárky Ödön, nyilas párttag, később nyilas tiszt, őrnagy, az Abwehr ügynöke
- Márkus László – gróf Podweisz Elek, Késmárky barátja, később hadnagy, százados
- Nagy Attila – Schultzer őrnagy, az Abwehr főtisztje
- Tyll Attila – Von Grollstein, a náci diplomácia magyarországi megbízottja
- Dégi István - Lehner hadnagy, az Abwehr tisztje és a partizánok közé Mitics álnéven beépített embere

Baloldaliak, szocdemek, kommunisták, ellenállók és támogatóik:
- Szirtes Ádám – Béres úr, kommunista ellenálló, fedőfoglalkozása ószeres, Valkó összekötője
- Avar István – Kenyér, az ellenállók parancsnoka
- Madaras József – Mackó
- Sinkó László - dr. Hárs Róbert, az ellenállók orvosi támogatója
- Gobbi Hilda – Késmárky Félixné, cipőgyáros, Késmárky Ödön édesanyja
- Szigeti András – Mészáros Ferenc, bőrgyári munkás
- Zenthe Ferenc – Kovács János őrvezető
- Keres Emil – Tölgyessy Árpád ügyvéd
- Szénási Ernő – fűtő
- Dömsödi János – Pócsik, mozdonyvezető
- Lengyel Erzsi – Pócsikné
- Verebély Iván – szociáldemokrata ifjúmunkás

Délvidéki szereplők, jugoszláv partizánok, csetnikek, ügynökök:
- Greguss Zoltán – Zotovics, bőrnagykereskedő, az angolok ügynöke
- Szabó Gyula – Miroslav Keracs, jugoszláv partizán összekötő
- Kenderesi Tibor – Keracs bátyja, kocsmáros
- Juhász Jácint – Miroslav Dogán, jugoszláv partizán harcos
- Siménfalvy Sándor – Dogán apja
- Szabó Ottó – Mr. Smith, az angol hírszerzés ügynöke
- Csomós Mari – Forray Alíz, Forray tábornok lánya, az angolok összekötője
- Garics János – Sztanko Trivics, csetnik vezér
- Basilides Zoltán – Nikics, csetnik tiszt
- Horváth Pál – Dusán Bakarics

Rendőrök, nyomozók, börtönalkalmazottak:
- Benkő Gyula – Komlóssy rendőrfőtanácsos, főfelügyelő
- Kállai Ferenc – Brenner Géza, rendőrfelügyelő
- Kautzky József – Rezső leventeparancsnok, később nyilas rendőrtanácsos, Komlóssy utódja és Brenner új főnöke
- Szatmári István – Dragos nyomozó
- Csányi János – Katica őrvezető, rendőrségi vallató
- Dózsa László – Vedres őrmester a komoródi rendőrségnél
- Gelley Kornél – börtönigazgató
- Farkas Antal – Burján főfoglár
- Tordy Géza – Faházi József, börtönírnok

Németek, a Gestapo és az Abwehr emberei és támogatóik:
- Gyimesi Tivadar – Reiner, az Abwehr felderítője
- Harkányi Endre - Weber, Forray inasa, az Abwehr beépített kéme
- Haumann Péter – Schmück őrnagy, lengyelországi városi Gestapo-parancsnok
- Kósa András – Hauser főhadnagy
- Petrik József – német főhadnagy
- Horkai János – Stumpf
- Agárdy Gábor – Tyurin, álpartizán parancsnok, az Abwehr szolgálatában
- Pongrácz Imre – Krilov, álpartizán, Tyurin helyettese

Csendőrök:
- Győrffy György – csendőr törzsőrmester

Cserkészek, leventék, nyilasok:
- Molnár Tibor – Keceli, szeméttelepi bányamester, később nyilas körzetvezető-helyettes
- Téri Árpád – nyilas bíró
- Velenczei István – Forgách, cserkészparancsnok
- Cselkó Rudolf–  Kerekes, levente fiatal
- Barcs Endre -      Vidács, levente fiatal
- ? – Meszes, levente fiatal
- Paudits Béla – Sulek, levente fiatal
- Kocsis Mihály– Dömötör, levente felderítő
- Vándor József – Müller, szemétszállító kocsis, később nyilaskatona

Magyar katonák:
- Ajtay Andor – Forray Dániel tábornok
- Ungváry László – Szászváry ezredes
- Somogyvári Rudolf – Vereczkey őrnagy, a munkaszolgálatos század németbarát parancsnoka
- Csurka László – Dóczy leventeparancsnok, később hadnagy Vereczkey egységénél
- Inke László – Kun őrmester, Vereczkey egységénél
- György László – Kopcsik őrmester Vereczkey egységénél
- Mádi Szabó Gábor – Vándor Mihály, a szemétszállítók főnöke, később őrmester
- Konrád Antal – Lajtai zászlós
- Darvas Iván – százados
- Hadics László – főhadnagy
- Kovács István – Berényi hadnagy
- Forgács László - főhadnagy a kocsmában
- Petzkay Endre – őrmester a kocsmában
- Budai László – tizedes
- Farkas Bálint – zászlós
- Mezey Lajos – magyar őrmester I.
- Liliom Károly – magyar őrmester II.
- Körtvélyessy Zsolt – magyar katona
- Torma István – honvéd I.
- Haraszin Tibor - honvéd II.
- Mucsi Sándor – magyar őrmester I.
- Raksányi Gellért – magyar őrmester II.
- Kőszegi Gyula – főtörzsőrmester
- Horváth Ferenc – alezredes
- Bálint György – idős tábornok
- Gyulay Károly – főhadnagy I.
- Verebes Károly – főhadnagy II.
- Horváth Péter – Lőrinc őrvezető
- Győrffy László – őrmester a kompnál
- Harkányi János – tizedes a kompnál

Német katonák, SS-ek:
- Bozóky István – német ezredes
- Baranyi László – Walter őrmester
- Turgonyi Pál – SS orvosezredes
- Gosztonyi János - SS orvosfőhadnagy
- Fonyó István – SS őrmester
- Dobák Lajos – német főhadnagy
- Képessy József – német őrvezető

Szovjet tisztek és partizánok:
- Sinkovits Imre – Szokolov ezredes, partizánparancsnok
- Bitskey Tibor – Satanov, szovjet partizán
- Szersén Gyula – Sabrov, szovjet partizán
- Szerencsi Éva - Dásenka, szovjet partizánlány

Lengyel ellenállók, partizánok, katonák:
- Szilágyi István – Zigmund Rozwiak, lengyel partizán
- Kaló Flórián – Boleslaw Gorsky
- Kállay Ilona – Gorsky felesége
- Kovács Károly – lengyel ezredes

További szereplők:
- Várhegyi Teréz – Kuriskova
- Piros Ildikó – Lazarova
- Deák Sándor – Domkov
- Árva János – Voronov
- Solti Bertalan – Ivan Klimenko
- Némethy Ferenc – Szavcsenkó
- Hegedüs Erzsi – Szavcsenkó felesége
- Holl István – Gleskov
- Vogt Károly – Csizov
- Ujlaky László – Danyisev
- Garamszegi Károly – Voronyin
- Kölgyesi György – sztaroszta
- Prókai István – sztaroszta
- Móricz Ildikó – partizánnő
- Ungváry József – borbély, partizán
- Fonyó József – bányász, partizán

- Bánhidi László – öreg halász
- Pethes Sándor – Oberth kifőzdés
- Körmendi János – pap
- Csákányi László – Jenő úr
- Gonda György – Bognár, bányász
- Csikos Gábor – bandita
- Hetényi Pál – Szabó fűtő
- Nagy István – Szicsák órásmester
- Somody Kálmán – rózsadombi gyilkos
- Kollár Béla – Kolarik testvér
- Sárosi Gábor – Koller asztalos
- Szabó Ferenc – fuvaros
- Preier György – sofőr
- Hankó Elemér – ügyelő

- Tomanek Nándor – Kolbach, festőművész
- Szirmai György – Weisz, szabó, munkaszolgálatos

- Devecseri János – francia fogoly
- Bagó László – német fogoly

- Mécs Károly - Pierre Blanche
- Kondor László – Zmuda
- Weinträger Tibor – Lawonsky
- Zoltai Miklós – Dácsik
- Báró Anna – Majzlikné
- Miklósy György – Man-Servant
- Hollai Bertalan – Bertolucci
- Harsányi Frigyes – Thomson

- Soós Edit – Gizi
- Kádár Flóra – Irma
- Kéri Edit – ápolónő
- Bodnár Éva – táncosnő
- Garamszegi Mária – parasztasszony
- Sándor Iza – öregasszony I.
- Varga Irén – öregasszony II.
- Orsolya Erzsi – özvegy Padosné

- Nagy Gábor - Lovas Jancsi
- Kovács János – Dudás
- Horváth József – Nagy István

## Epizódcímek
1. Egyenruha kötelező
2. A feketefuvar
3. A hajsza
4. Az esküvő
5. A merénylet
6. A temetés
7. A találkozás
8. A küldetés
9. Az ünnepség
10. Megfordult a szél
11. A Mephisto akció
12. A kelepce
13. Szökevények
14. A hazatérés